# NK Celje
El Nogometni klub Celje (en español: Fútbol Club Celje) es un club de fútbol esloveno de la ciudad de Celje. Fue fundado en 1919 y juega en la Prva SNL.

## Historia
Fue fundado en el año 1919 en la ciudad de Celje con el nombre SK Celje. Al finalizar la Segunda Guerra Mundial cambiaron su nombre por el de NK Kladivar (en esloveno significa Herrero)on por primera vez a la Segunda Liga de Yugoslavia, en la cual permanecieron 2 años seguidos.
En 1992 tras la independencia de Eslovenia de Yugoslavia, el club volvió a cambiar de nombre por NK Publikum, alcanzando la final de la Copa de Eslovenia en 1993 y 1995, las cuales perdieron ante el NK Olimpija Ljubljana y el NK Mura respectivamente.
En el 2003 pelearon hasta el final ante el NK Maribor, quien al final sería el campeón, y volvieron a llegar a la final de la Copa de Eslovenia, la cual volvieron a perer ante el NK Olimpija Ljubljana. Dos años después volvieron a acceder a la Final de Copa, esta vez ante el ND Gorica cual vencieron 1-0, ganado su primer título importante. En el 2006 volvieron a jugar la Final de Copa, pero esta vez perdieron ante el FC Koper en penales.
En la temporada 2019/20 es campeón nacional de liga por primera vez.

## Estadio
El Estadio Z'dežele (en esloveno: Stadion Z'dežele) hasta 2017 llamado Arena Petrol, es un estadio de fútbol ubicado en la ciudad de Celje, Eslovenia. Fue inaugurado en 2003 y cuenta con capacidad máxima de 13 050 espectadores. El recinto es utilizado por el club NK Celje de la Primera Liga de Eslovenia, desde 2004 a 2008 albergó los partidos oficiales de la Selección de fútbol de Eslovenia.

## Jugadores

### Jugadores destacados
| - Robert Koren - Carlos Chacana - Lisandro Sacripanti - Martin Šarič - Samir Duro - Faik Kamberović - Duško Stajić - Marijan Budimir - Dragan Čadikovski - Vladislav Lungu - Domen Beršnjak - Darijo Biščan - Sebastjan Gobec - Rok Štraus | - Dejan Urbanč - Nejc Pečnik - Damir Pekič - Aleksandar Radosavljevič - Rajko Rep - Dejan Rusič - Marko Križnik - Aleksander Šeliga - Simon Sešlar - Jure Travner - Dare Vršič - Slaviša Dvorančič - Janez Zavrl - Miha Zajc |

## Entrenadores
- Bojan Prašnikar (1989–1991)
- Stanko Božičevič (1992)
- Janko Benčina (1992)
- Janez Zavrl (1993–1994)
- Ivan Marković (1994)
- Filip Mendaš (1994)
- Borut Jarc (1994–1996)
- Milovan Tarbuk (1996–1997)
- Stanko Poklepović (1997–1998)
- Edin Osmanović (1998–1999)
- Nikola Ilievski (1999–2000)
- Marijan Pušnik (2000–2004)
- Ivica Matković (2004–2005)
- Marko Pocrnjič (2005)
- Nikola Ilievski (2005–2006)
- Janez Žilnik (2006)
- Pavel Pinni (2007–2008)
- Slaviša Stojanovič (2008–2009)
- Milan Đuričić (2009–2010)
- Damijan Romih (2010)
- Stane Bevc (2010–2011)
- Damijan Romih (2011–2012)
- Marijan Pušnik (2012)
- Miloš Rus (2013–2014)
- Simon Rožman (2014–2015)
- Iztok Kapušin (2015–2016)
- Robert Pevnik (2016)
- Igor Jovićević (2016–2017)
- Tomaž Petrovič (2017)
- Dušan Kosič (2017–2020)
- Jiří Jarošík (2020–2021)
- Agron Šalja (2021)
- Simon Sešlar (2021)
- Simon Rožman (2022)
- Roman Pylypchuk (2022–2023)
- Albert Riera Ortega (2023)
- Damir Krznar (2023–presente)

## Palmarés

### Torneos nacionales
- Primera Liga de Eslovenia (2): 2020, 2024
- Tercera Liga de Yugoslavia (1): 1964
- Copa de la República de Eslovenia (1): 1964
- Copa de Eslovenia (2): 2005, 2025

## Participación en competiciones de la UEFA
| Competición UEFA | Competición UEFA              | Competición UEFA | Competición UEFA          | Competición UEFA | Competición UEFA | Competición UEFA |
| Temporada        | Torneo                        | Ronda            | Club                      | Local            | Visitante        | Global           |
| ---------------- | ----------------------------- | ---------------- | ------------------------- | ---------------- | ---------------- | ---------------- |
| 1993–94          | Recopa de Europa              | Preliminar       | Odense Boldklub           | 0–1              | 0–0              | 0–1              |
| 1997             | Copa Intertoto                | Grupos           | Antalyaspor               | 1–1              | –                | 2º Lugar         |
| 1997             | Copa Intertoto                | Grupos           | Maccabi Haifa             | –                | 1–0              | 2º Lugar         |
| 1997             | Copa Intertoto                | Grupos           | Lokomotiv Nizhny Novgorod | 1–2              | –                | 2º Lugar         |
| 1997             | Copa Intertoto                | Grupos           | Proleter Zrenjanin        | –                | 0–0              | 2º Lugar         |
| 2001             | Copa Intertoto                | 1                | Aarhus                    | 7–1              | 0–1              | 7–2              |
| 2001             | Copa Intertoto                | 2                | Petržalka                 | 5–0              | 1–1              | 6–1              |
| 2001             | Copa Intertoto                | 3                | Lausanne-Sport            | 1–1              | 0–0              | 1–1 (v)          |
| 2003–04          | Copa de la UEFA               | Clasificatoria   | Belasica                  | 7–2              | 5–0              |                  |
| 2003–04          | Copa de la UEFA               | 1                | Maccabi Haifa             | 2–2              | 1–2              | 3–4              |
| 2004             | Copa Intertoto                | 1                | Sloboda Tuzla             | 2–1              | 0–1              | 2–2 (v)          |
| 2005–06          | Copa de la UEFA               | Clasificatoria 2 | Levski Sofia              | 1–0              | 0–3              | 1–3              |
| 2012–13          | UEFA Europa League            | Clasificatoria 1 | Dacia Chișinău            | 0–1              | 0–1              | 0–2              |
| 2013–14          | UEFA Europa League            | Clasificatoria 1 | Tromsø                    | 0–2              | 2–1              | 2–3              |
| 2015–16          | UEFA Europa League            | Clasificatoria 1 | Śląsk Wrocław             | 0–1              | 1–3              | 1–4              |
| 2020-21          | UEFA Champions League         | Clasificatoria 1 | Dundalk                   | 3–0              | –                | 3–0              |
| 2020-21          | UEFA Champions League         | Clasificatoria 2 | Molde                     | 1–2              | –                | 1–2              |
| 2020-21          | UEFA Europa League            | Clasificatoria 3 | Ararat-Armenia            | –                | 0–1              | 0–1 (t. s.)      |
| 2023–24          | UEFA Europa Conference League | Clasificatoria 2 | Vitória de Guimarães      | 3–4              | 1–0 (t.s.)       | 4–4 (4-2 pen.)   |
| 2023–24          | UEFA Europa Conference League | Clasificatoria 3 | Neman Grodno              | 1–0              | 4–1              | 5–1              |
| 2023–24          | UEFA Europa Conference League | Playoff          | Maccabi Tel Aviv          | 1–1              | 1–4              | 2–5              |
| 2024-25          | UEFA Champions League         | Clasificatoria 1 | Flora Tallin              | 2-1              | 5-0              | 7-1              |
| 2024-25          | UEFA Champions League         | Clasificatoria 2 | Slovan Bratislava         | 1-1              | 0-5              | 1-6              |
| 2024-25          | UEFA Europa League            | Clasificatoria 3 | Shamrock Rovers           | 1-0              | 1-3              | 2-3              |
| 2024-25          | UEFA Europa Conference League | Playoff          | Pyunik                    | 4-1              | 0-1              | 4-2              |
| 2024-25          | UEFA Europa Conference League | Fase Liga        | Vitoria Guimaraes         |                  | 1-3              | 21.º lugar       |
| 2024-25          | UEFA Europa Conference League | Fase Liga        | Istambul Basaksehir       | 5-1              |                  | 21.º lugar       |
| 2024-25          | UEFA Europa Conference League | Fase Liga        | Betis                     |                  | 1-2              | 21.º lugar       |
| 2024-25          | UEFA Europa Conference League | Fase Liga        | Jagiellonia Bialystok     | 3-3              |                  | 21.º lugar       |
| 2024-25          | UEFA Europa Conference League | Fase Liga        | Pafos                     |                  | 0-2              | 21.º lugar       |
| 2024-25          | UEFA Europa Conference League | Fase Liga        | The New Saints            | 3-2              |                  | 21.º lugar       |
| 2024-25          | UEFA Europa Conference League | 1/16             | Apoel                     | 2-2              | 2-0              | 4-2              |
| 2024-25          | UEFA Europa Conference League | 1/8              | Lugano                    | 1-0              | 4-5              | 5-5 (3-1 pen.)   |
| 2024-25          | UEFA Europa Conference League | Cuartos de final | Fiorentina                |                  |                  |                  |